# Pjotr Wassiljewitsch Sawadowski

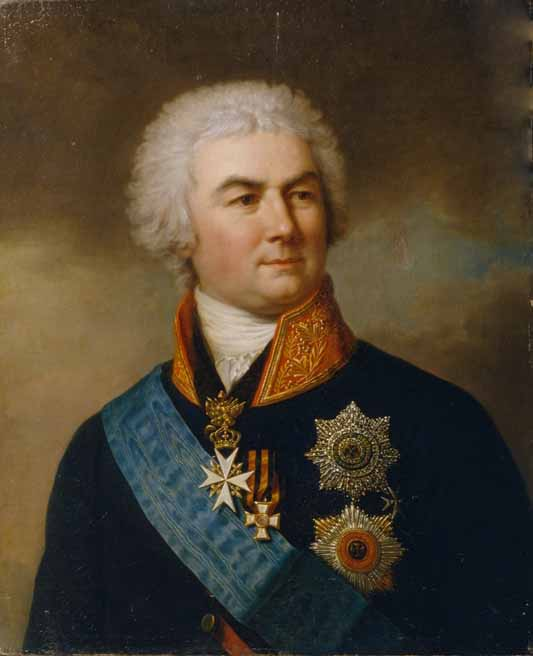
Pjotr Wassiljewitsch Sawadowski (S. S. Schtschukin, ca. 1800)

Pjotr Wassiljewitsch Sawadowski (russisch Пётр Васильевич Завадовский; * 10. Januarjul. / 21. Januar 1739greg. in Krasnowitschi, Ujesd Starodub, Russisches Kaiserreich; † 10. Januarjul. / 22. Januar 1812greg. in St. Petersburg, ebenda) war ein kaiserlich-russischer Offizier und Staatsmann ukrainischer Abstammung.

## Leben
Sawadowskis Eltern waren der Hetmanat-Kosaken-Ältermann Wassili Wassiljewitsch Sawadowski (1708–1761) und die Succamerarius-Tochter Pelageja Stepanowna Schirai. Da der kleine Besitz der Eltern nicht für die Erziehung der vielen Kinder reichte, wurde Sawadowski im Hause seines Onkels, des Kosaken Schirai, erzogen. Er wurde dann in das Jesuitenkollegium Orscha geschickt, wo er Griechisch und Latein lernte. Es folgte das Studium an der Geistlichen Akademie Kiew.
1759 trat Sawadowski in den Staatsdienst. 1760 kam er ans Kleinrussische Kollegium in Gluchow. Bald wurde er Oberrat der Sotnja-Verwaltung Potschep im Starodub-Regimentsbezirk. Als 1765 Graf Rumjanzew die Verwaltung Kleinrusslands übernahm, stellte er Sawadowski in seine Geheimkanzleit ein.
Sawadowski nahm am Russisch-Türkischen Krieg (1768–1774) teil. 1769 kommandierte er eine kleine Abteilung, die das Dnjestr-Ufer verteidigte. Mehrmals wehrte er unterhalb von Bender feindliche Angriffe ab, wofür er zum Premiermajor befördert wurde. Am Ende des Jahres wurde er Generaladjutant beim General en chef Graf Rumjanzew. 1770 wurde er Oberstleutnant. Er zeichnete sich in den Schlachten an der Larga (Nebenfluss des Pruth im Rajon Cantemir) und  bei Cahul aus. Beim Angriff auf die Befestigungen von Silistra 1773 wurde er zum Oberst befördert. Zusammen mit S. R. Woronzow bereitete er den Text des Friedensvertrages vor, wofür er den Russischen Orden des Heiligen Georg IV. Klasse erhielt.
1775 begleitete Sawadowski Graf Rumjanzew nach St. Petersburg und wurde der Kaiserin Katharina II. vorgestellt, deren Favorit er bald wurde. Er wurde 1775 ihr Kabinett-Sekretär und bearbeitete die an sie gerichteten Petitionen. 1776 wurde er Generalmajor und erhielt 4000 Bauern im Gouvernement Mogiljow, den Orden des Weißen Adlers, den Sankt-Stanislaus-Orden und das Landgut Ljalitschi im Rajon Surasch in der Nähe seines Heimatortes. Ihm wurden im Palast Zimmer mit voller Versorgung zugewiesen. Diese Nähe zur Kaiserin beunruhigte den Fürsten Potjomkin und ebenso die Fürstin Daschkowa, so dass Sawadowski durch Intrigen innerhalb eines Jahres aus dem Palast entfernt wurde.

Katharina-Kirche in Ljalitschi (2013)

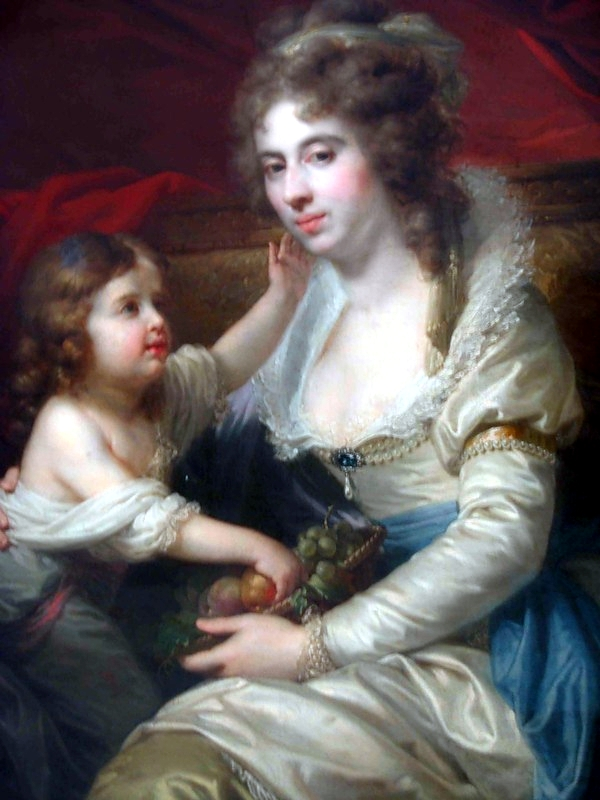
Gräfin Wera Nikolajewna Sawadowskaja mit Tochter Tatjana (Johann Baptist Lampi der Ältere, 1796, Kunstmuseum Usbekistans, Taschkent)

Sawadowski blieb der Kaiserin treu ergeben und ließ sich auf seinem Landgut Ljalitschi von Giacomo Quarenghi das Schloss Jekaterinodar mit 250 Zimmern, Porzellanfliesen, Malachit-Kaminen, prächtiger Bibliothek und lebensgroßer Katharina-Statue (1780–1795) und die Kirche der Heiligen Katharina (1793–1799) bauen. 1787 heiratete er Gräfin Wera Nikolajewna Apraxina, Tochter des Grafen Nikolai Fjodorowitsch Apraxin und seiner Frau Sofja Ossipowna geborene Sakrewskaja, die Nichte und Mätresse Graf Rasumowskis war.
Dank der Unterstützung seines Freundes A. A. Besborodko bekleidete Sawadowski wichtige Ämter in der Verwaltung. 1880 wurde er Geheimer Rat (3. Rangklasse) und Senator. Er war Mitglied der Bildungsgesellschaft für adlige Mädchen. 1781 erhielt er den Auftrag zur Leitung der Hofkreditbank und der Stadtkreditbank in St. Petersburg. Er saß der Kommission zur Reduzierung der Bürokratie vor. Übertragen wurden ihm die Revision der Ämter, die Verwaltung der Bildungseinrichtungen, die Reform des Pagenkorps und anderer Schulen, die Verwaltung der Medizinisch-Chirurgischen Schule und der Vorsitz der Kommission für den Bau der Isaakskathedrale (ab 1784). 1786 erhielt er den Alexander-Newski-Orden. Sawadowski wurde Mitglied des Rats am kaiserlichen Hof (1787), Graf des Heiligen Römischen Reiches (1793), Wirklicher Geheimer Rat (1795) und Graf des Russischen Kaiserreichs.
Unter Paul I. verließ Sawadowski schließlich den Staatsdienst 1799 und lebte unter Polizeikontrolle in Ljalitschi, das er nicht verlassen durfte.
Unter Alexander I. kehrte Sawadowski 1801 in den Staatsdienst zurück und wurde Senator und Mitglied des neuen Unmittelbaren Rates Alexanders I. 1801–1802 saß er der Kommission zur Ausarbeitung der Gesetze vor. 1802–1810 war er der erste Volksbildungsminister. In dieser Zeit entstanden die Volksschulen, in den Ujesds die höheren Schulen und in den Gouvernements die Gymnasien. Bildungsregionen wurden eingerichtet, und die Universitäten Kasan, Charkow und Dorpat sowie das Pädagogische Institut St. Petersburg wurden gegründet. Anschließend wurde Sawadowski Vorsitzender des Gesetze-Departements des Staatsrats.
Sawadowski wurde auf dem Lazarus-Friedhof des Alexander-Newski-Klosters in St. Petersburg begraben. Von seinen 13 Kindern überlebten nur 5 das Kindesalter. Alexander Petrowitsch (1794–1856) war ein Freund Alexander Gribojedows und Beteiligter des Doppelduells mit Gribojedow, Scheremetew und Jakubowitsch wegen der Ballerina Istomina. Sofja Petrowna (1795–1830) heiratete 1815 Fürst W. N. Koslowski (1790–1847), den sie verließ und in zweiter Ehe mit A. M. Islentjew (1794–1882) Großmutter Sofja Tolstajas wurde. Wassili Petrowitsch (1798–1855) heiratete die von Puschkin, Koslow, Wjasemski und Lermontow verehrte Jelena Wlodek (1807–1874), Tochter des Generals Michail Wlodek (1780–1849) und der Gräfin Alexandra Dmitrewna geborene Tolstaja (1788–1847). Adelaida Petrowna heiratete den Adelsmarschall des Gouvernements Mogiljow F. I. Merschejewski. Tatjana Petrowna (1802–1884) heiratete den Senator Wladimir Kablukow (1781–1848).
Sawadowskis Schloss Jekaterinodar kam nach seinem Tod in den Besitz des Senators Wassili Engelhardt (1755–1828) aus der deutschbaltischen Familie Engelhardt, Neffe des Fürsten Potjomkin. In den 1850er Jahren gehörte das Schloss dem Maler und Musik-Liebhaber Nikolai Atryganjew, der hier viele bekannte Kulturschaffende empfing. Das Schloss verfiel dann und war nach der Oktoberrevolution nur noch eine Ruine. Die Katharina-Kirche wurde bis 1937 benutzt. 1974 wurde die Kirche als Architektur-Denkmal anerkannt. 2011 wurde mit der Restaurierung der Katharina-Kirche begonnen. 2013 wurden die Arbeiten eingestellt.